# Sultanat Ajuran

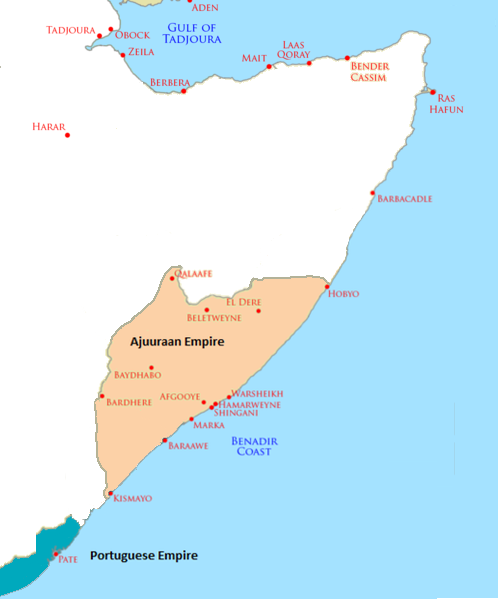
Das Sultanat Ajuuraan im 15. Jahrhundert

Ajuran war ein somalisches Reich, welches im Mittelalter existierte, und den Seehandel mit Indien beherrschte. Es lag am Horn von Afrika, in den modernen Staaten Somalia und Äthiopien. Das Königreich war Teil des muslimischen Sultanats Somalia, welches im Mittelalter große Teile des Horns von Afrika beherrschte. Auf somalisch hieß es Dawladdii Ajuuraa (arabisch دولة الأجورانية). Manchmal wird es Reich Ajuuraan genannt.
Das Königreich verfügte über eine stark zentralisierte Verwaltung und starke Streitkräfte. Dadurch konnte es einen Einmarsch des Osmanischen Reiches aus Westen und einem portugiesischen Vorstoss aus Osten widerstehen. Der osmanische Angriff ist als Gaal Madow bekannt. Der portugiesische Angriff erfolgte im Rahmen eines Krieges von Ajuan mit Portugal. Nach den Angriffen wurden die Handelsrouten wieder aufgebaut oder verstärkt. Vor allem in den Küstengebieten florierte der Handel mit Reichen in Ost- und Südostasien, Europa, dem Nahen Osten, Nord- und Ostafrika.
Das Königreich hinterließ ein Erbe an Bauten. Es war eines der großen Reiche in Somalia im Mittelalter. Ruinen von Burgen und Schlössern zeugen davon, vor allem im Süden des heutigen Somalias. Ingenieursleistungen der Ajuan umfassen monumentale Säulengräber, Nekropolen und Ruinenstädte. Während der Herrschaft der Ajuan konvertierten viele am Horn von Afrika zum Islam, wegen der theokratischen Herrschaftsform. Die Königsfamilie, das Haus Garen, wusste dies zu nutzen, und erweiterte ihre Vormachtstellung durch eine Kombination von Handel, Allianzen und Kriegen.
Ajuan war auch Herr des Wassers und monopolisierte das Wasser der Flüsse Shebelle und Jubba. Viele der Brunnen und Zisternen existieren heute noch; sie wurden von Ajuan erstellt. Gewisse Systeme der Landwirtschaft und der Besteuerung wurden in Teilen des Horns von Afrika bis ins 19. Jahrhundert benutzt. Im 17. Jahrhundert kam es zu Aufständen, und gegen Ende des Jahrhunderts zerfiel das Reich in mehrere Nachfolgestaaten. Der bekannteste war wohl das Sultanat Geledi.